# Senufôs
Os senufôs ou senufos são um conjunto de povos da África Ocidental que falam línguas gur. Distribuem-se por vasta área que engloba o sul do atual Mali ao extremo oeste de Burquina Fasso, a Costa do Marfim e Gana. Chegaram na Costa do Marfim entre os séculos X e XV em levas sucessivas de migrações decorrentes de alterações políticas nos Império do Gana e Mali e, no século XVI, com a ascensão do Império Songai, o processo se intensifica.